# 8804 Еліасон
8804 Еліасон (8804 Eliason) — астероїд головного поясу, відкритий 5 травня 1981 року.
Тіссеранів параметр щодо Юпітера — 3,163.